# 970年
| 千纪： | 1千纪 |
| 世纪： | 9世纪 \| 10世纪 \| 11世纪 |
| 年代： | 940年代 \| 950年代 \| 960年代 \| 970年代 \| 980年代 \| 990年代 \| 1000年代                                                                               |
| 年份： | 965年 \| 966年 \| 967年 \| 968年 \| 969年 \| 970年 \| 971年 \| 972年 \| 973年 \| 974年 \| 975年                                                          |
| 纪年： | 庚午年（马年）；于阗天尊四年；辽保寧二年；南汉大寶十三年；北汉天会十四年；北宋（吴越、南唐）开宝三年；大理明政二年；越南太平元年；日本安和三年，天祿元年 |

## 大事记
- 宋軍大舉攻南漢，潭州（湖南長沙）防禦使潘美任都部署，宋滅南漢之戰。

## 逝世
- 藤原實賴，日本贵族
- 费尔南·冈萨雷斯 (卡斯蒂利亚)
- 加西亞·桑切斯一世 (潘普洛納)
- 孟仁裕，孟昶之子
- 张令铎，宋朝将领
- 李光琇，五代十国时党项族的首领
- 萧思温，辽国官员
- 郭崇岳，南汉将领
- 钱元珰，钱鏐之子
- 韩熙载，南唐官员